# Roxbury (Connecticut)
Roxbury város az USA Connecticut államában, Litchfield megyében. Lakosainak száma 2260 fő (2020. április 1.).

## Népesség
A település népességének változása:

| 2010 | 2 262 |
| 2020 | 2 260 |